# Pumanque
Pumanque este o comună din provincia Colchagua, regiunea O'Higgins, Chile, cu o populație de 3.242 locuitori (2012) și o suprafață de 440,9 km2.